# 中国人民保卫儿童全国委员会
中国人民保卫儿童全国委员会，是中华人民共和国初期的全国性儿童工作领导机构。

## 简介

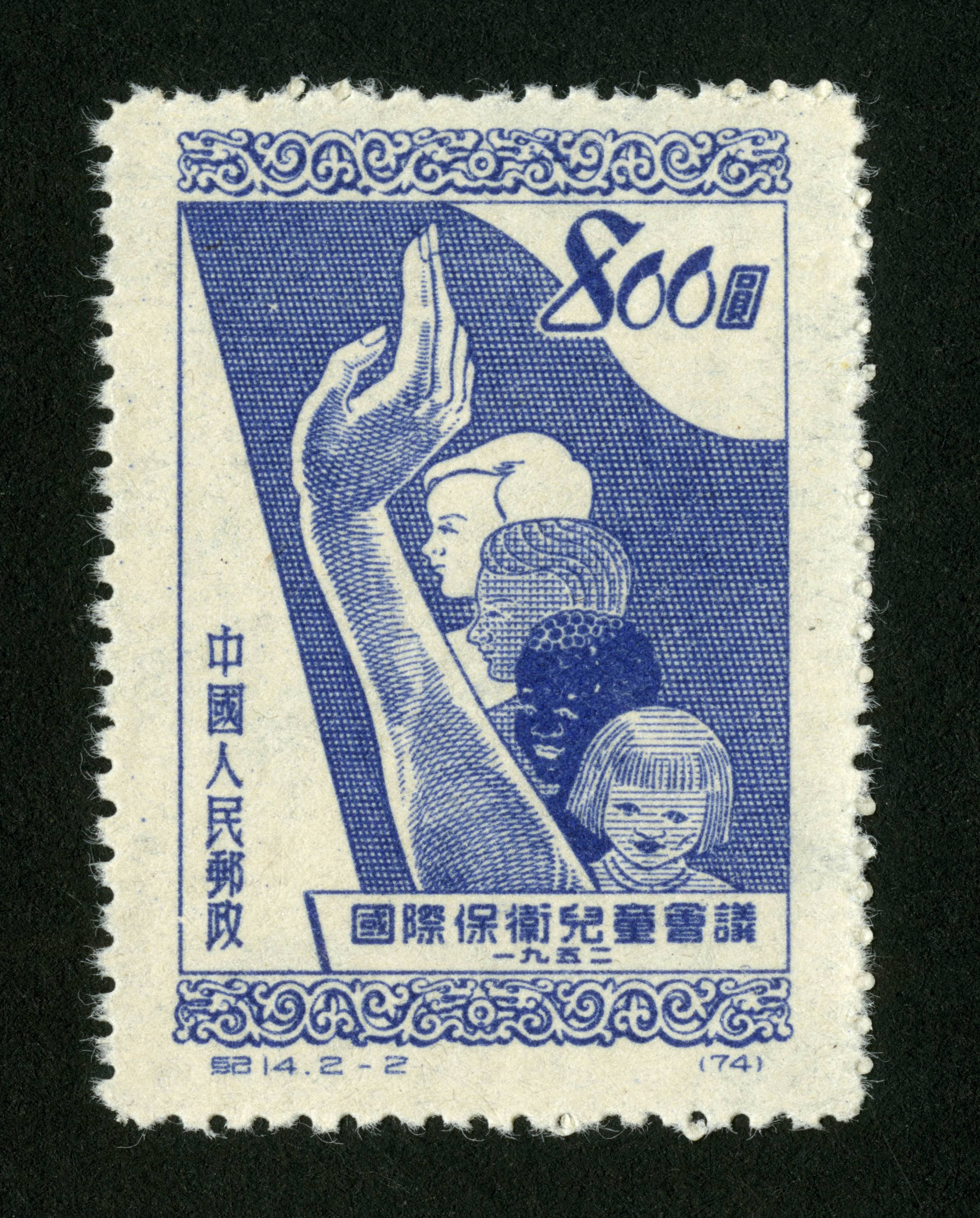
《国际保卫儿童会议》纪念邮票

1950年1月31日至2月5日，国际民主妇女联合会理事会柏林会议发出了关于加强与扩大保卫儿童运动的号召，号召国际民主妇女联合会各会员国家，要组织具有广泛代表性的全国性的保卫儿童委员会，并要团结世界一切关心儿童福利的人士，一致反对帝国主义的侵略战争，争取世界持久和平，加强和扩大国际保卫儿童运动。随后该运动广泛开展，在1951年11月前已有法国、意大利、突尼西亚、比利时、伊朗、越南等国成立全国性的保卫儿童委员会。
1951年11月26日，为响应国际民主妇女联合会的号召，中国人民保卫儿童全国委员会成立。参加成立大会的有妇女、青年、工会、福利、宗教界和各兄弟民族等各方面代表七十余人，当场选出宋庆龄为该会主席，邓颖超、李四光、李德全、廖承志、傅连暲、韦悫为副主席，康克清为秘书长。委员会由卫生、教育、科学、文化、司法、体育、救济福利、宗教、民族、妇联、青年团、工会等22个全国性部门、人民团体的代表及11个方面热心儿童福利事业的人士共98名委员组成。大会发表了宣言，提出了该委员会的四点主张：
1. 全国的母亲们、青年们、教育家、科学家、作家、医务卫生工作者、儿童工作者、救济福利工作者、宗教界人士和所有爱护儿童的人们和团体团结起来，反对侵略战争，保卫世界和平，促进儿童福利事业。
2. 大力宣传儿童福利的重要性，报道儿童生活情况，促使全国人民重视儿童的福利，以贯彻保卫儿童权利的政策法令。
3. 拥护并执行国际民主妇女联合会关于加强与扩大保卫儿童运动的决议案。
4. 欢迎全亚洲以及全世界爱好和平民主的人们，和我们一起，为儿童建筑伟大的幸福的乐园[1]。

1960年，正值三年困难时期，中国人民保卫儿童全国委员会响应中央精简节约的号召，将机构撤销，工作并入全国妇联。
文革结束后，1979年3月29日，中国人民保卫儿童全国委员会全体会议在北京举行，标志着该委员会恢复活动。会议决定加强保卫儿童的工作，并支持联合国关于1979年国际儿童年的决议。会议通过了经协商产生的保卫儿童全国委员会主席、副主席名单，全国人大常委会副委员长、全国妇联名誉主席宋庆龄为主席，廖承志、史良、康克清、崔月犁、诸福棠、董纯才、杨蕴玉为副主席。宋庆龄主席出席会议并讲话，她在讲话中指出：“培养儿童，是关系到祖国前途和革命未来的大业，我们在党中央的领导下进行新的长征，要由青少年来接力。培育儿童的工作，涉及整个社会，关系儿童，人人有责。”
1979年5月16日，中国人民保卫儿童全国委员会等11个单位发出《关于庆祝“六一”国际儿童节联合通知》，指出：“1979年的‘六一’国际儿童节即将来临，这是全党工作着重点转移以后的第一个‘六一’国际儿童节，又是少先队建队三十周年，也是联合国规定的国际儿童年，庆祝今年的‘六一’国际儿童节，具有更为重要的意义。”
1979年5月25日，中国人民保卫儿童全国委员会、共青团中央、中国作家协会、中国科协、教育部、文化部、国家出版局联合发起举办中华人民共和国成立以来第二次全国少年儿童文艺创作评奖，邀请有关单位负责人、作家、艺术家共31人组成评奖委员会，并于当天举行第一次会议。
1983年1月6日，中国人民保卫儿童全国委员会在人民大会堂举行年会，会议一致通过了由全国妇联主席康克清任中国人民保卫儿童全国委员会主席（原主席是已故的宋庆龄），新的副主席是中华医学会儿科学会主席诸福棠、教育部副部长张文松、卫生部副部长王伟、全国妇联副主席黄甘英、中国联合国教科文组织全国委员会副主任杨蕴玉。会议还讨论了中国人民保卫儿童全国委员会年会报告。
该会此后未再举办年会。